# Takayuki Sunaga
Takayuki Sunaga (25 maggio 1968) è un ex giocatore di football americano e allenatore di football americano giapponese che ha giocato come quarterback.

## Palmarès
- 2 Mondiali (1999[1], 2003[2])